# Geranomyia fletcheri
Geranomyia fletcheri är en tvåvingeart som beskrevs av Edwards 1911. Geranomyia fletcheri ingår i släktet Geranomyia och familjen småharkrankar. Inga underarter finns listade i Catalogue of Life.